# Alte Schanze (Oyle)
Die Alte Schanze ist eine Wallburg im Markloher Ortsteil Oyle im Landkreis Nienburg/Weser, die sich am Rande eines Steilhangs des Oyler Berges befindet. Von der archäologisch noch unerforschten Befestigungsanlage haben sich Wälle und Gräben erhalten. Die Entstehungszeit der knapp einen Hektar großen Anlage wird in der Zeit vom 9. bis zum 11. Jahrhundert vermutet.

## Lage und Aufbau

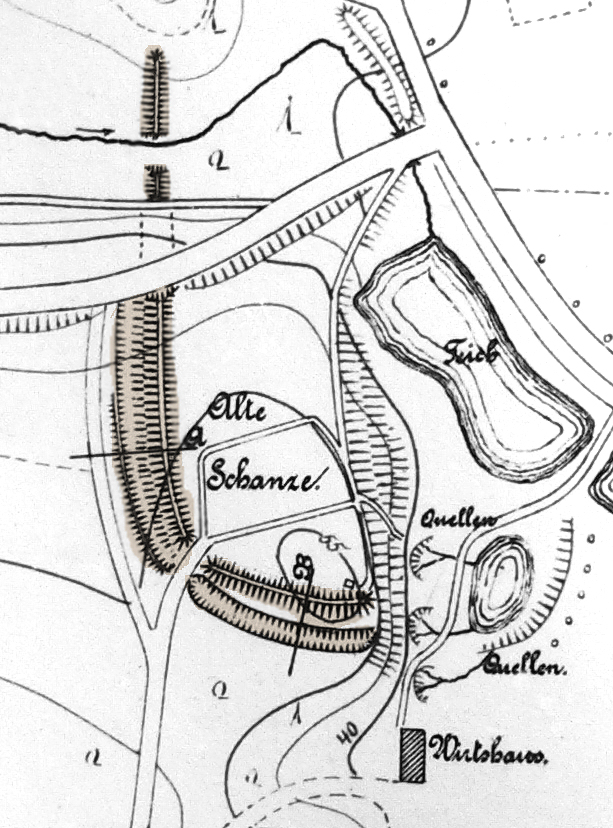
Lageskizze von Carl Schuchhardt Anfang des 20. Jahrhunderts, Wälle nachträglich hellbraun eingefärbt

Die Alte Schanze bildete einen Innenraum in Form eines Rechtecks von 70 × 120 Metern Seitenlänge, das eine Fläche von knapp einem Hektar umfasste. Sie befindet sich auf dem Oyler Berg, der heute dicht bewaldet ist. Die Befestigungsanlage wurde unter Ausnutzung natürlicher Gegebenheiten des Höhenzuges angelegt. Sie liegt unmittelbar am Steilrand der Geest, den die Weser hier als Uferböschung ausbildete. Durch den bis zu 15 Meter hohen Steilhang nach Osten ergab sich die günstige Verteidigungssituation der Anlage. Im Norden stellte das tief eingeschnittene Bachbett des Mühlengrabens mit seinem Steilhang ein schwer zu überwindendes Hindernis dar. Die flach auslaufenden Seiten nach Westen und Süden sicherten zwei Wall-Grabenanlagen. Deren 10 Meter breite und bis zu 2 Meter tiefe Gräben sind im Gelände noch gut erkennbar. Die max. 6 m breiten und 2,5 m hohen Wälle wurden von einer fünf Meter breiten Berme gegen ein Abrutschen in die Gräben gesichert. In der südwestlichen Ecke weist der Wall einen Durchbruch auf, vor dem ein Erdsteg über den Graben führte. An dieser Stelle wird der frühere Zugang vermutet. Im Westen außerhalb der Anlage gibt es eine Rechteckstruktur im Boden, bei der es sich um ein Gelände zur Viehhaltung oder ein Feld gehandelt haben könnte. Ende des 19., Anfang des 20. Jahrhunderts zeichnete der Prähistoriker und Burgenforscher Carl Schuchhardt die Anlage und veröffentlichte sie im Atlas vorgeschichtlicher Befestigungen in Niedersachsen.

## Interpretation
Die Wallburg der Alten Schanze ist bisher noch nicht archäologisch untersucht worden, so dass keine näheren Erkenntnisse über ihre Konstruktion und ihren Zweck vorliegen. Anhand ähnlicher Anlagen ist anzunehmen, dass die Wälle zur besseren Stabilität ursprünglich über Holzeinbauten verfügten und dass auf der Wallkrone ein Umgang mit einer hölzernen Brustwehr vorhanden war. Die Steilhänge im Osten und Norden dürften mit einem Palisadenzaun gesichert gewesen sein.
Die neuere Forschung ordnet derartige Bauwerke im Raum der Mittelweser, des Deisters und der Leine  einer Zeitspanne vom 8. bis 12. Jahrhundert zu. Bei der Alten Schanze wird angenommen, dass sie zwischen dem 9. und 11. Jahrhundert entstand. Vermutlich befand sie sich im Besitz eines adligen Grundherrn, dem sie als Fliehburg diente und der sich hier bei Gefahr mit seinem Besitz und seiner Gefolgschaft in Sicherheit brachte.

## Heute

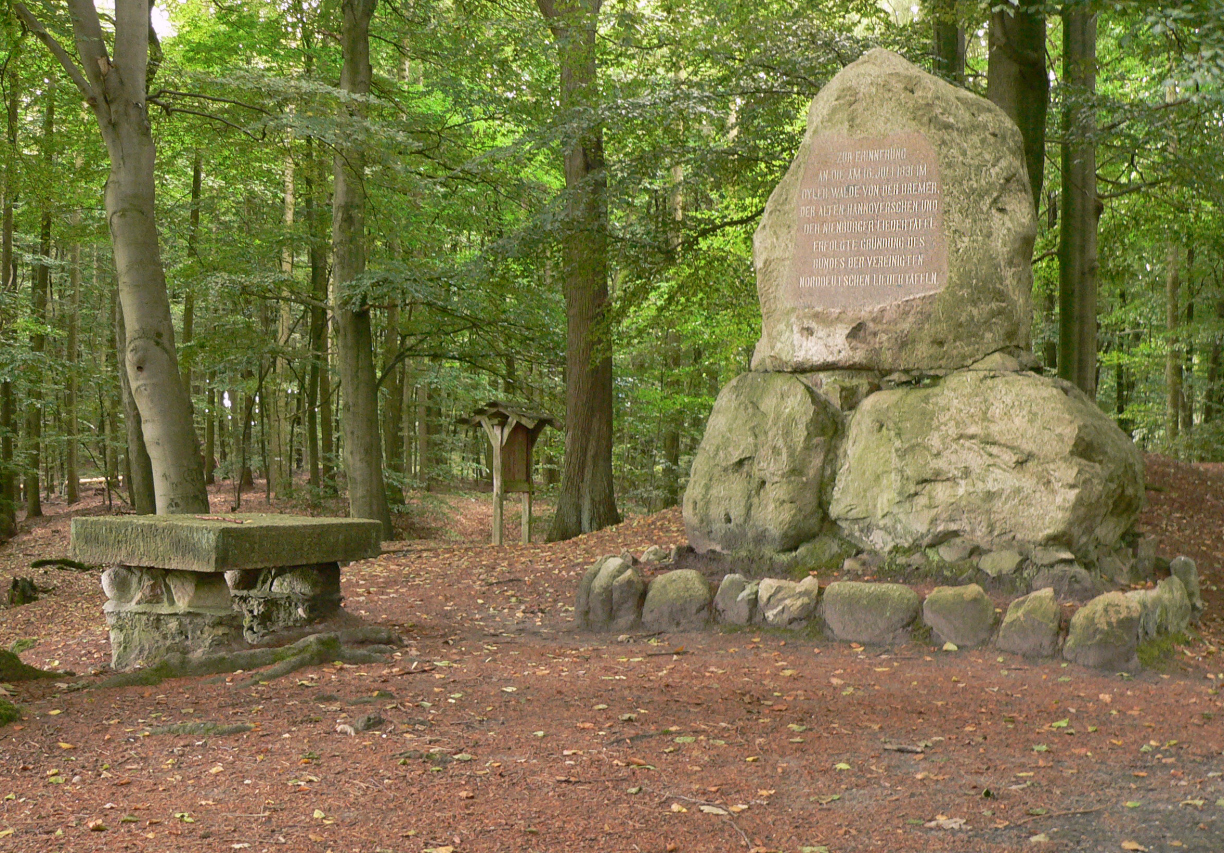
Denkmal für die Gründung der Vereinigten Norddeutschen Liedertafeln

Auf der Wallkrone steht ein um 1890 aus drei Findlingen errichtetes Denkmal. Es erinnert mit einer Gedenktafel an die Gründung der Vereinigten Norddeutschen Liedertafeln als einem Zusammenschluss des Männerchorwesens, die 1831 an dieser Stelle erfolgte. Zum Denkmal führt ein Treppenweg von einer am Waldrand liegenden Ausflugsgaststätte hinauf.
Im Juli 2013 führten Studierende der Geoinformatik von der Universität Hannover eine Vermessung der Befestigungsanlage und ihres Umfeldes auf einer Fläche von sechs Hektar durch. Sie diente zur Anfertigung einer Karte und eines virtuellen 3D-Modells. Derartige Vermessungen archäologisch bedeutsamer Anlagen finden seit langem im Zusammenwirken der Universität Hannover mit dem Niedersächsischen Landesamt für Denkmalpflege statt. Die Vermessung war Teil von vier archäologischen Projekten, die unter der Leitung verschiedener Universitäten im Jahre 2013 im Landkreis Nienburg stattfanden, darunter Ausgrabungen am Erdwerk von Müsleringen, auf der Burg Wölpe sowie in der Eisen- und kaiserzeitlichen Siedlung bei Lemke.